# Lactococcus lactis
Lactococcus lactis ist ein grampositives Bakterium, das zur Herstellung von Buttermilch, Dickmilch, Kefir und Käse verwendet wird.

## Merkmale

### Erscheinungsbild
Die Zellen von Lactococcus lactis sind Kokken, die Paare oder kurze Ketten bilden, und in Abhängigkeit von den Wachstumsbedingungen oval mit einer Länge von 0,5 bis 1,5 μm erscheinen. Sie bilden keine Überdauerungsformen wie Endosporen und sind nicht motil.

### Wachstum und Stoffwechsel
Das Temperaturoptimum des Wachstums und der Vermehrung liegt für Lactococcus lactis im Bereich von 28 bis 32 °C, somit zählt L. lactis zu den mesophilen Organismen. Er wächst auch noch bei 10 °C, aber nicht bei 45 °C, dies wird als ein Unterscheidungskriterium zu den eher thermophilen Arten von Streptococcus herangezogen.
L. lactis führt eine homofermentative Milchsäuregärung durch und produziert dabei L-(+)-Milchsäure. Bei einem niedrigeren pH-Wert kann auch deren D-Form hergestellt werden. Milchsäure entsteht bei der Milchsäuregärung, bei der die Bakterien mit ihren Enzymen beim Abbau von Lactose Energie gewinnen.

### Genetik
Das Genom mehrerer Bakterienstämme der Art Lactococcus lactis wurde bereits vollständig sequenziert. Die Größe des Genoms aller bisher untersuchten Vertreter liegt zwischen 2370 und 2810 Kilobasenpaaren (kb), das ist lediglich 55 % der Genomgröße von Escherichia coli. Es sind etwa 2300–2600 Proteine annotiert.

## Systematik

### Äußere Systematik
Lactococcus ist eine Gattung von grampositiven, kugelförmigen Bakterien. Der Gattungsname wird „eingedeutscht“ auch als Laktokokkus (Plural: Laktokokken) geschrieben. Lactococcus ist nahe verwandt mit der Gattung Streptococcus, die beide zur Familie Streptococcaceae gehören. Früher wurden sie – gemeinsam mit den Enterokokken, die fäkalen Ursprungs sind – zur Gattung Streptococcus gerechnet. Um die häufig pathogenen Arten von den für Menschen ungefährlichen, und z. T. auch in der Lebensmittelindustrie verwendeten Arten zu unterscheiden, erfolgte 1986 eine Auftrennung in die Gattungen Streptococcus, Enterococcus und Lactococcus. Sie gehören zusammen mit anderen Bakteriengattungen zu der Ordnung der Milchsäurebakterien. Allerdings finden auch die alten Bezeichnungen noch Verwendung, so ist Streptococcus lactis das Basonym für Lactococcus lactis, da dieser ursprünglich der Gattung Streptococcus zugeordnet war.

### Innere Systematik
Aktuell (2013) werden vier Lactococcus lactis Unterarten (Subspezies) vom Leibniz Institut DSMZ - Deutsche Sammlung von Mikroorganismen und Zellkulturen GmbH in der Prokaryotic Nomenclature up-to-date („Prokaryotische Nomenklatur auf dem aktuellen Stand“) aufgeführt. Diese Zusammenstellung umfasst alle gemäß dem Bacteriological Code gültig publizierten Namen und berücksichtigt die Validierungsliste des International Journal of Systematic and Evolutionary Microbiology.
- Lactococcus lactis (Lister 1873) Schleifer et al. 1986, comb. nov. (vorher Streptococcus lactis)
  - Lactococcus lactis subsp. cremoris (Orla-Jensen 1919) Schleifer et al. 1986, comb. nov. (vorher Streptococcus cremoris)
  - Lactococcus lactis subsp. hordniae (Latorre-Guzmán et al. 1977) Schleifer et al. 1986, comb. nov. (vorher Lactobacillus hordniae)
  - Lactococcus lactis subsp. lactis (Lister 1873) Schleifer et al. 1986, comb. nov. (vorher Streptococcus lactis)
  - Lactococcus lactis subsp. tructae Pérez et al. 2011, subsp. nov.

## Industrielle Bedeutung
Die Fähigkeit Milchsäure zu produzieren ist einer der Gründe, warum Lactococcus lactis einer der wichtigsten Mikroorganismen bei der Herstellung von Milchprodukten ist. Die Milchsäure sorgt für eine Gerinnung der Milch und ermöglicht die Trennung von Käsebruch und Molke. Mit Hilfe von Lactococcus lactis subsp. lactis werden Kefir, Quark und andere Frischkäseprodukte hergestellt. Lactococcus lactis subsp. cremoris wird bei der Produktion von Dickmilch (Sauermilch), Sauerrahmprodukten wie Crème fraîche, Sauerrahmbutter, Buttermilch, Quark und Käse verwendet. Andere Anwendungsbereiche von L. lactis in der Lebensmittelverarbeitung sind unter anderem die Herstellung von Sauergemüse, Bier, Wein oder Brot.
Des Weiteren wird mit L. lactis biotechnologisch der Konservierungsstoff Nisin gewonnen.
Die Verwendung von L. lactis in Molkereien ist nicht ohne Probleme. Spezifische Bakteriophagen verursachen durch die Hemmung von L. lactis erhebliche wirtschaftliche Verluste.